# 36 Comae Berenices
36 Comae Berenices, som är stjärnans Flamsteed-beteckning, är en ensam stjärna och en misstänkt variabel i stjärnbilden Berenikes hår. Den har en genomsnittlig skenbar magnitud på ca 4,76 och är synlig för blotta ögat där ljusföroreningar ej förekommer. Baserat på parallaxmätning inom Hipparcosuppdraget på ca 9,3 mas, beräknas den befinna sig på ett avstånd på ca 349 ljusår (ca 107 parsek) från solen. Stjärnan rör sig närmare solen med en heliocentrisk radiell hastighet av ca -1,5 km/s.

## Egenskaper
36 Comae Berenices är en röd jättestjärna av spektralklass M0.5 III. och befinner sig för närvarande på den asymptotiska jättegrenen i Hertzsprung–Russell-diagrammet. Detta anger att den har förbrukat vätet i dess kärna och genererar energi genom fusion av väte och helium i ett skal som omger en inert kol- och syrekärna. Den har en radie som är ca 43 gånger större än solens och utsänder ca 372 gånger mera energi än solen från dess fotosfär vid en effektiv temperatur på ca 3 900 K.
36 Comae Berenices varierar mellan visuell magnitud +4,74 och 4,82 utan någon fastställd periodicitet.